# 內羅山
46°12′57″N 10°40′30″E / 46.2157°N 10.67496°E
內羅山（義大利語：Monte Nero），是意大利的山峰，位於該國北部，由倫巴第大區負責管轄，屬於阿達梅洛-普雷薩內拉阿爾卑斯山脈的一部分，海拔高度3,344米，每年平均降雨量1,357毫米。